# Molly Smitten-Downes
Molly Alice Smitten-Downes (Anstey, 2 april 1987) is een Britse zangeres.

## Biografie
Molly Smitten-Downes is de dochter van David Downes en Janice Smitten. Ze studeerde aan Leicester College en aan de Academy of Contemporary Music in Guildford. Als onderdeel van de groep Stunt scoorde ze in 2008 een wereldhit met Raindrops. Haar eerste soloalbum, Fly Away with Me, bracht ze uit in december 2011.
Op 3 maart 2014 kondigde de BBC aan dat het Molly intern had aangeduid als Britse vertegenwoordiger op het Eurovisiesongfestival 2014, dat in de Deense hoofdstad Kopenhagen werd georganiseerd. Daar was ze met het nummer Children of the universe te horen. Smitten-Downes werd gezien als eerste kandidaat, sinds Katrina and the Waves (winnaars 1997), om het Songfestival namens het Verenigd Koninkrijk weer eens te winnen. Het lied eindigde echter als 17de in de finale.
In 2015 brengt Smitten-Downes 'Rush' uit onder het platenlabel Spinnin' Records. Dit in samenwerking met de Duitse dj Zwette. 'Rush' is geremixt door de Nederlandse DJ Sam Feldt.

## Discografie

### Singles
| Single met eventuele hitnotering(en) in de Nederlandse Top 40 | Datum van verschijnen | Datum van binnenkomst | Hoogste positie | Aantal weken | Opmerkingen                                           |
| ------------------------------------------------------------- | --------------------- | --------------------- | --------------- | ------------ | ----------------------------------------------------- |
| Raindrops (Encore un Fois)                                    | 2008                  | 27-12-2008            | 2               | 7            | Gemaakt als lid van dance-groep Stunt samen met Sash! |
| Fade Like the Sun                                             | 2010                  | 22-03-2010            | 6               | 6            | Gemaakt als lid van dance-groep Stunt                 |

| Single met hitnotering(en) in de Vlaamse Ultratop 50 | Datum van verschijnen | Datum van binnenkomst | Hoogste positie | Aantal weken | Opmerkingen                                           |
| ---------------------------------------------------- | --------------------- | --------------------- | --------------- | ------------ | ----------------------------------------------------- |
| Raindrops (Encore un Fois)                           | 2008                  | 27-12-2008            | 6               | 14           | Gemaakt als lid van dance-groep Stunt samen met Sash! |
| Children of the universe                             | 2014                  | 17-05-2014            | tip89           | -            | Inzending Eurovisiesongfestival 2014                  |
| Rush                                                 | 2015                  | 09-05-2015            | 18              | 1            | Samen met Zwette                                      |